# Jean-Baptiste du Hamel
A nu se confunda cu Jean-Marie Duhamel (1797 - 1872).
Jean-Baptiste du Hamel, Duhamel sau Du Hamel (n. 11 iunie 1624 la Vire - d. 6 august 1706 la Paris) a fost un teolog și om de știință francez.
A fost primul secretar al Academiei Franceze de Științe și acesta în perioada 1666 - 1697.
Preocupările sale au vizat cu precădere: matematica, fizica și astronomia.
A condus o instituție de pregătire a candidaților pentru admiterea la Școala Politehnică, unde a predat geometria.
A studiat unele criterii de convergență a seriilor.

## Scrieri
- L'Histoire de l'Académie Royale des Sciences (în latină)
- L'Astronomie physique.

1. 1 2  Jean-Baptiste Duhamel, annuaire prosopographique: la France savante, accesat în 9 octombrie 2017
2. 1 2  Jean-Baptiste du Hamel, SNAC, accesat în 9 octombrie 2017
3. 1 2 3  Autoritatea BnF, accesat în 10 octombrie 2015
4. ↑  CONOR.SI[*] Verificați valoarea |titlelink= (ajutor)
5. ↑  Lista profesorilor de la Collège de France (PDF)